# 卫州
卫州，中国南北朝时设置的州，在今河南省境。
西晋永嘉四年（310年）为漢趙刘渊所攻陷汲县，于汲县设立殷州及卫州。汉昌元年（318年）石勒得此地，废卫州、殷州等州，复立汲郡，治汲县，领汲、朝歌、共、林虑、获嘉、脩武六县。
北周宣政时置卫州。隋朝大业年间，天下州改郡，改为汲郡。
| 隋代行政区划变遷 | 隋代行政区划变遷 | 隋代行政区划变遷 | 隋代行政区划变遷 | 隋代行政区划变遷 | 隋代行政区划变遷                                    |
| 区划             | 開皇元年         | 開皇元年         | 開皇元年         | 区划             | 大業3年                                             |
| ---------------- | ---------------- | ---------------- | ---------------- | ---------------- | --------------------------------------------------- |
| 州               | 衛州             | 黎州             | 黎州             | 郡               | 汲郡                                                |
| 郡               | 汲郡             | 黎陽郡           | 修武郡           | 县               | 衛县 汲县 黎陽县 隋興县 内黄县 臨河县 湯陰县 澶水县 |
| 县               | 朝歌县 伍城县    | 黎陽县           | 修武县 獲嘉县    | 县               | 衛县 汲县 黎陽县 隋興县 内黄县 臨河县 湯陰县 澶水县 |

唐朝武德初，天下郡改州，复为卫州。武德四年（621年），义州废，汲县改属卫州。贞观元年（627年），治所由卫县迁移至汲县。贞观十七年（643年），清淇县并入卫县，同年，黎阳县改属卫州。土贡：绫、绢、绵、胡粉。户四万八千五十六，口二十八万四千六百三十。下领五县：汲县、卫县、共城县、新乡县、黎阳县。
| 唐朝卫州辖县 | 唐朝卫州辖县                                                             |
| ------------ | ------------------------------------------------------------------------ |
| 618年        | 卫县、清淇县、黎阳县、临河县、澶渊县、内黄县（废除隋兴县，汲县改属义州） |
| 619年        | 卫县、清淇县（黎阳县、临河县、澶渊县、内黄县改属黎州）                   |
| 621年        | 卫县、清淇县（汲县、荡源县来属）                                         |
| 623年        | 卫县、清淇县、汲县（荡源县改属相州）                                     |
| 627年        | 汲县（改治）、清淇县、卫县（共城县、新乡县、博望县来属）                 |
| 632年        | 汲县、清淇县、卫县、共城县、新乡县（废除博望县）                         |
| 643年        | 汲县、卫县、共城县、新乡县（黎阳县来属，废除清淇县）                     |
| 703年        | 汲县、卫县、共城县、新乡、黎阳县（复设清淇县）                           |
| 705年        | 汲县、卫县、共城县、新乡、黎阳县（废除清淇县）                           |

北宋天圣四年（1026年），所辖卫县隶安利军。熙宁三年（1070年），安利军废为县，属卫州。元祐元年（1086年），复置安利军，后为浚州。崇宁时，卫州户三万三千二百四，口四万六千三百六十五。贡绢、绵。终北宋一朝，卫州下领一监：黎阳监，四县：汲县、新乡县、获嘉县、共城县。
元朝中统元年（1260年），升为卫辉路，明朝时，为卫辉府。
唐朝卫州刺史
- 裴万顷（630年）
- 李某（贞观年间）
- 薛怀昱（贞观年间）
- 郑怀节（贞观年间）
- 豆卢怀让（贞观年间）
- 高士宁（贞观年间）
- 岑文叔（贞观年间）
- 柴令武（652年）
- 李元庆（龙朔年间—664年）
- 慕容正言（乾封年间）
- 萧守业（669年之前）
- 权怀恩（唐高宗时）
- 郑玄升（唐高宗时）
- 郑某（唐高宗时）
- 卢少儒（唐高宗、武后时）
- 李琨（武周前期）
- 尉亮（武周时）
- 尔朱杲（693年之前）
- 刘璿（697年，未任）
- 敬晖（圣历初年）
- 李千里（圣历年间）
- 岑景倩（武周时）
- 李嘉祚（武周时）
- 孔若思（神龙年间）
- 毕构（景龙初年）
- 徐彦伯（708年—709年）
- 韦岳（开元初年）
- 李业（717年—718年）
- 李津容（开元年间）
- 郑溥（开元年间）
- 郑神则（开元年间）
- 苗延嗣（732年）
- 裴鼎（734年）
- 元彦冲（738年）
- 段崇简（开元末年）
- 汲郡太守
- 朱卨（大历初年）
- 薛雄（大历初年—775年）
- 杨某（775年—777年）
- 李进超（778年之前）
- 任履虚（782年）
- 李宪（813年）
- 崔弘礼（818年—819年）
- 夏侯昇（821年）
- 邵同（长庆初年）
- 徐乃文（862年—863年）
- 杜庭坚（咸通末年）
- 薛珰（875年）
- 李瓒（乾符年间）
- 谢希图（唐昭宗时）
- 柳谟